# Nissan Nativ
Nissan Nativ  (hebräisch ניסן נתיב; * 5. November 1922 in München – 20. April 2008 in Tel Aviv) war ein einflussreicher israelischer Regisseur, Schauspieler und Schauspiellehrer. 

## Leben und Wirken
Nissan Nativ wurde 1922 als Nissan Notowicz in München geboren. In manchen Quellen wird als Geburtsort auch Amsterdam aufgeführt. Wahrscheinlich war Nativ selbst Quelle dieser Unklarheit. Nativ hatte zwei ältere Brüder, Benno Notowitz (1918–1962) und Nathan Notowicz (1911–1968).
Zunächst zog er als Kleinkind mit seiner Familie von München nach Düsseldorf und in den frühen 1930er Jahren nach der Machtergreifung der Nationalsozialisten weiter nach Amsterdam. Mit nur 15 Jahren emigrierte er 1937 in das damalige britische Mandatsgebiet Palästina. Im September 1943 wurde Nativs Familie zunächst in das Durchgangslager Westerbork deportiert, bevor sie im Februar 1944 ins KZ Bergen-Belsen kam. Nur Nativs Vater und seine zwei Brüder überlebten als einzige seiner Familie den Holocaust.
Während des Zweiten Weltkriegs trat Nativ der Jüdischen Brigade bei, einer kämpfenden Einheit der British Army, welche sich aus Freiwilligen aus dem Gebiet des Völkerbundsmandats für Palästina zusammensetzte. Außerdem war er 1948 Kommandant im Palästinakrieg. Nach dem Krieg schrieb sich Nativ an der Hebräischen Universität in Jerusalem für das Studium ein und erlernte während eines Studienaufenthaltes in Paris das Pantomimenspiel.
Nach der Rückkehr nach Israel arbeitete Nissan Nativ u. a. als Theaterregisseur und Journalist für die öffentlich-rechtliche Hörfunkanstalt Kol Israel. 1963 begründete Nativ das Nissan Nativ Acting Studio in Tel Aviv, welche heute eine der anerkanntesten Schauspielschulen in Israel ist und Schauspieler wie Keren Mor, Lior Raz, Ido Mosseri oder Mark Ivanir hervorbrachte. Trotz ihrer Berühmtheit stand die Schauspielschule in der 1990er und frühen 2000er Jahren mehrfach vor dem Konkurs.
Im Jahr 2008 entschied sich das Preis-Komitee des nationalen Israel-Preises im Bereich Theater für Nissan Nativ als Preisträger, da dieser die israelische Theaterlandschaft und Kultur maßgeblich beeinflusst habe. Nativ konnte den Preis jedoch nicht mehr entgegennehmen, da er am 20. April 2008 in seiner Tel-Aviver Wohnung nach einem Herzinfarkt tot aufgefunden wurde. Er wurde 86 Jahre alt.